# Internationales Inferno-Rennen Mürren

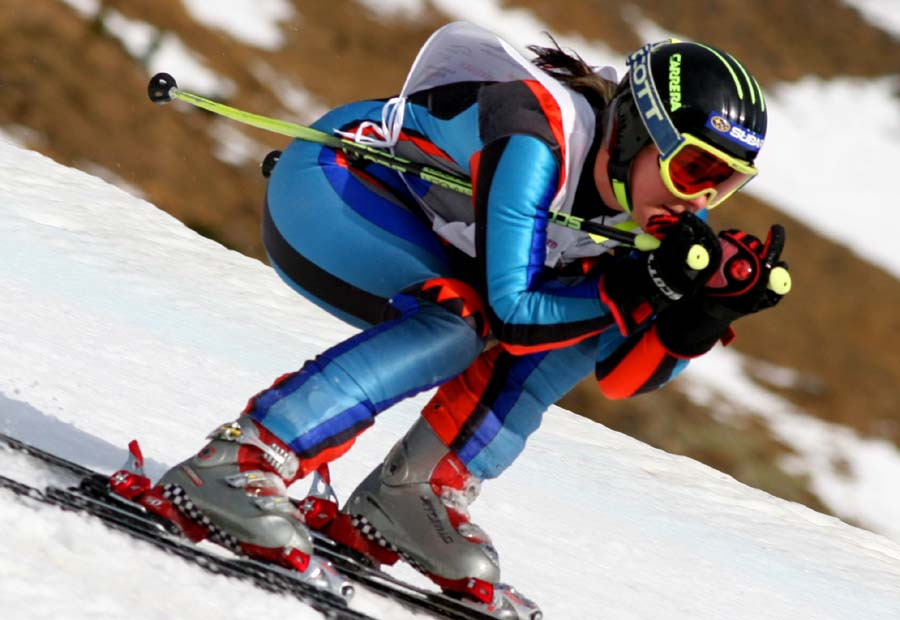
Eine Rennteilnehmerin in Abfahrtshocke

Das Internationale Inferno-Rennen Mürren ist ein alpines Skirennen, bestehend aus einer 14,9 km langen Abfahrt mit Gegensteigungen und Flachstücken vom Gipfel des Schilthorns nach Lauterbrunnen. Es gilt als das weltweit größte Amateurrennen des alpinen Skisports. Die erste Austragung fand 1928 auf Betreiben des von Briten gegründeten Kandahar-Ski Clubs statt. Heute wird das Rennen vom Verein Internationales Inferno-Rennen durchgeführt.

## Geschichte

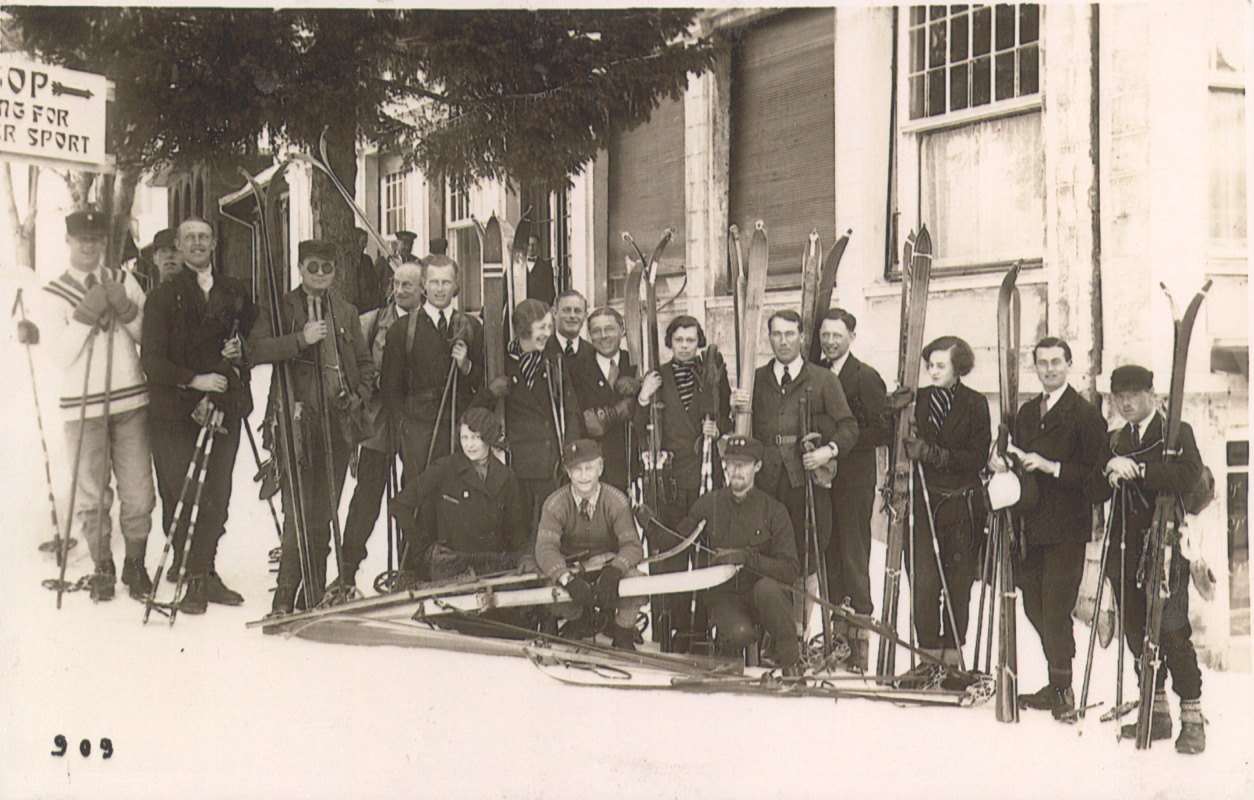
Die Anfänge des Inferno-Rennens

Erstmals ausgetragen am 29. Januar 1928, ist das Inferno-Rennen zusammen mit dem Arlberg-Kandahar-Rennen das älteste heute noch zur Durchführung gelangende Skirennen der Welt. Sir Arnold Lunn, Begründer des alpinen Skirennsports und damit auch des Arlberg-Kandahar-Rennens sowie des Inferno-Rennens, schreibt in seinem 1969 herausgegebenen Buch 'The Kandahar-Story': "The Inferno remains today the only important Alpine race which is a real test of Alpine Skiing, for though there is usually a piste down to Mürren, the rest of the race down to Lauterbrunnen is almost always run on natural snow." (Das Inferno besteht heute noch als einziges alpines Rennen, welches einen wirklichen Test für alpines Skifahren darstellt, denn obwohl gewöhnlicherweise eine Piste vom Schilthorn nach Mürren führt, wird der Rest des Rennens bis nach Lauterbrunnen fast immer auf natürlichem, unbearbeitetem Schnee gefahren).
Sir Arnolds Beschreibung des ersten "Teufelsrennens" entnehmen wir folgendes: Der Massenstart erfolgte auf dem höchsten Punkt des 2970 m hohen Schilthorngipfels auf Kommando eines beteiligten Wettkämpfers. Diejenigen, welche es nicht gewagt hatten, bis auf den Gipfel hinaufzusteigen, warteten weiter unten und nahmen das Rennen erst auf, als die ganz oben Gestarteten bei ihnen vorbeifuhren. Der Schnee war natürlich unpräpariert, und die Strecke enthielt ebenfalls einige Gegensteigungen sowie den kurzen Langlauf entlang der Bergbahn Lauterbrunnen–Mürren bis Grütschalp. Doreen Elliott, die einzige beteiligte Dame, verlor beinahe 10 Minuten, weil sie zurückstieg, um einem Fahrer zu helfen, welcher sich eine Rippe gebrochen hatte. Trotzdem klassierte sie sich als Vierte hinter dem Sieger Harold Mitchell, der die 12 km lange Strecke in einer Stunde und 12 Minuten meisterte.

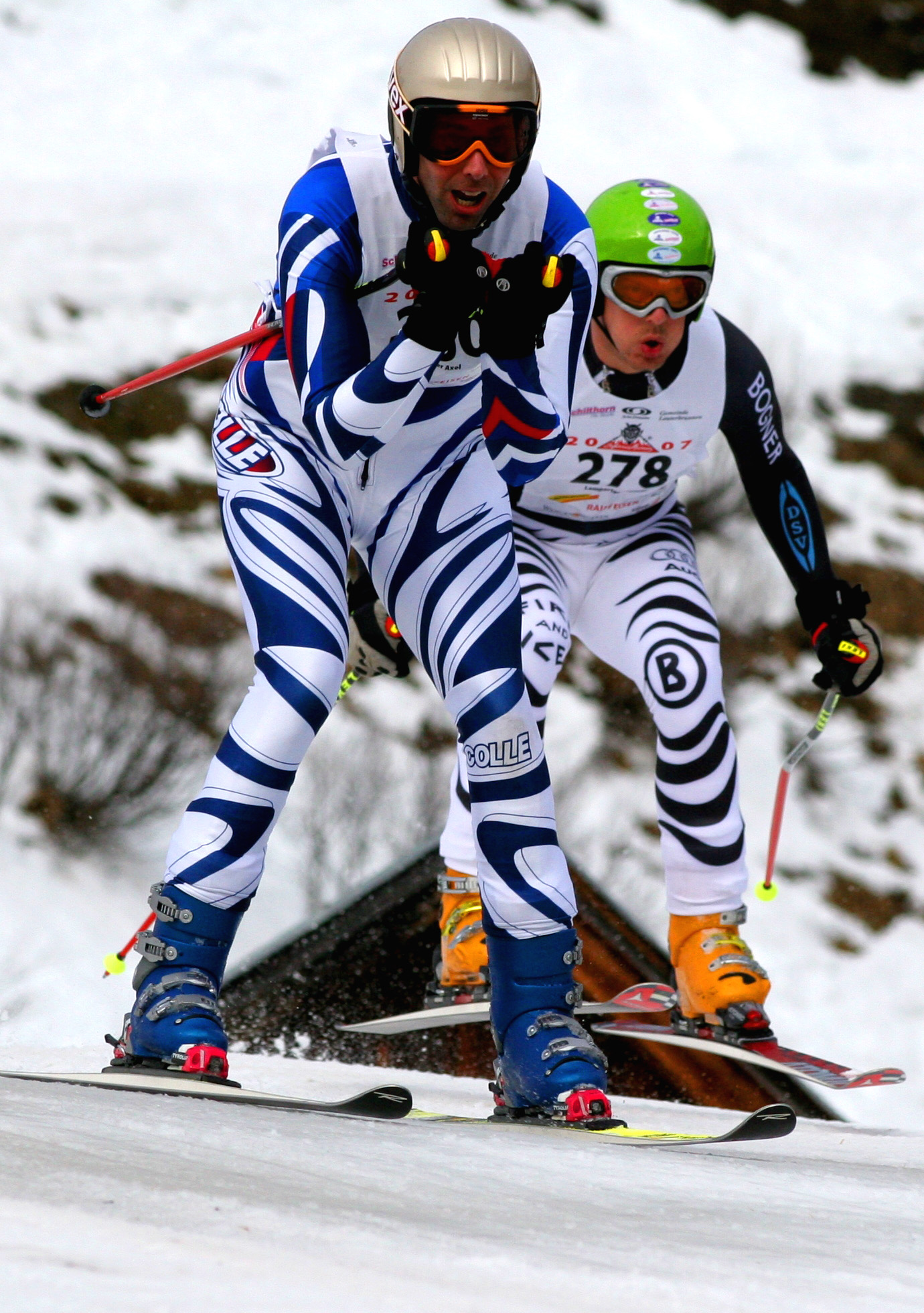
Auf der Strecke

Die Zielmannschaft bestand übrigens aus einem einzigen Mann, einem Wettkämpfer, der infolge eines verstauchten Fusses nicht am Rennen hatte teilnehmen können. Dieser hatte tags zuvor seine Uhr mit der Sir Arnolds synchronisiert, und letzterer gab ihm bei seiner Ankunft als Sechster in Lauterbrunnen die genaue Startzeit bekannt, woraus die Siegerzeit resultierte.
In den folgenden Jahren (1929/30) war das Rennen eine reine Angelegenheit der Skipioniere aus Grossbritannien, und erst nach einem Unterbruch von fünf Jahren, als die Organisation vom 1912 gegründeten Ski-Club Mürren an die Hand genommen wurde, setzte sich der Name dieses skisportlichen Ereignisses auch international durch. Nach einem erneuten, durch den Zweiten Weltkrieg bedingten Unterbruch, wurde das "Teufelsrennen" nun alljährlich ausgetragen. Vom ursprünglichen Massenstart wurde zum Einzelstart übergegangen. Die Teilnehmer setzten sich neben einheimischen Skifahrern vor allem aus Militärmannschaften Grossbritanniens, Frankreichs, Italiens, der USA und der Schweiz zusammen. Am Charakter des alpinen Rennens änderte dies nichts.
Erst die steigende Zahl internationaler Skisport-Veranstaltungen bewirkte eine vorübergehende Abnahme der Popularität des Inferno-Rennens, in dessen Siegerliste inzwischen berühmte Namen wie Chris Mackintosh (GB), Max Bertsch (Davos), Albert Gacon (F) und Bud Werner (USA) figurierten.
Als 1967 die Schilthornbahn als längste und modernste Luftseilbahn der Welt den Betrieb aufnahm, rechnete man mit dem stillen Ende des bis dahin nur auf unpräpariertem Schnee ausgetragenen Rennens. Doch weil der Start nun auch von Ortsunkundigen leicht per Luftseilbahn zu erreichen war und somit die Strecke auch in kurzer Zeit und ohne allzu grosse Anstrengung rekognosziert werden konnte, blieb der Anlass erhalten. Das Reglement, wonach weiterhin die Strecke nur teilweise präpariert und lediglich drei Kontrolltore gesteckt wurden, blieb unverändert und die Linienwahl blieb folglich freigestellt.
Heute stellt das Inferno so etwas wie das alpine Pendant zur bekanntesten Volkssportveranstaltung im nordischen Skilanglauf, dem Wasalauf, dar. Die Teilnehmerzahl in den Jahren von 2008 bis 2015 betrug etwa 1500 bis 1700 Skifahrer, im Jahr 2016 ist sie begrenzt auf 1850. Für viele Skisportler zählt dabei die Teilnahme mehr als der Rang oder der Streckenrekord.

## Strecke

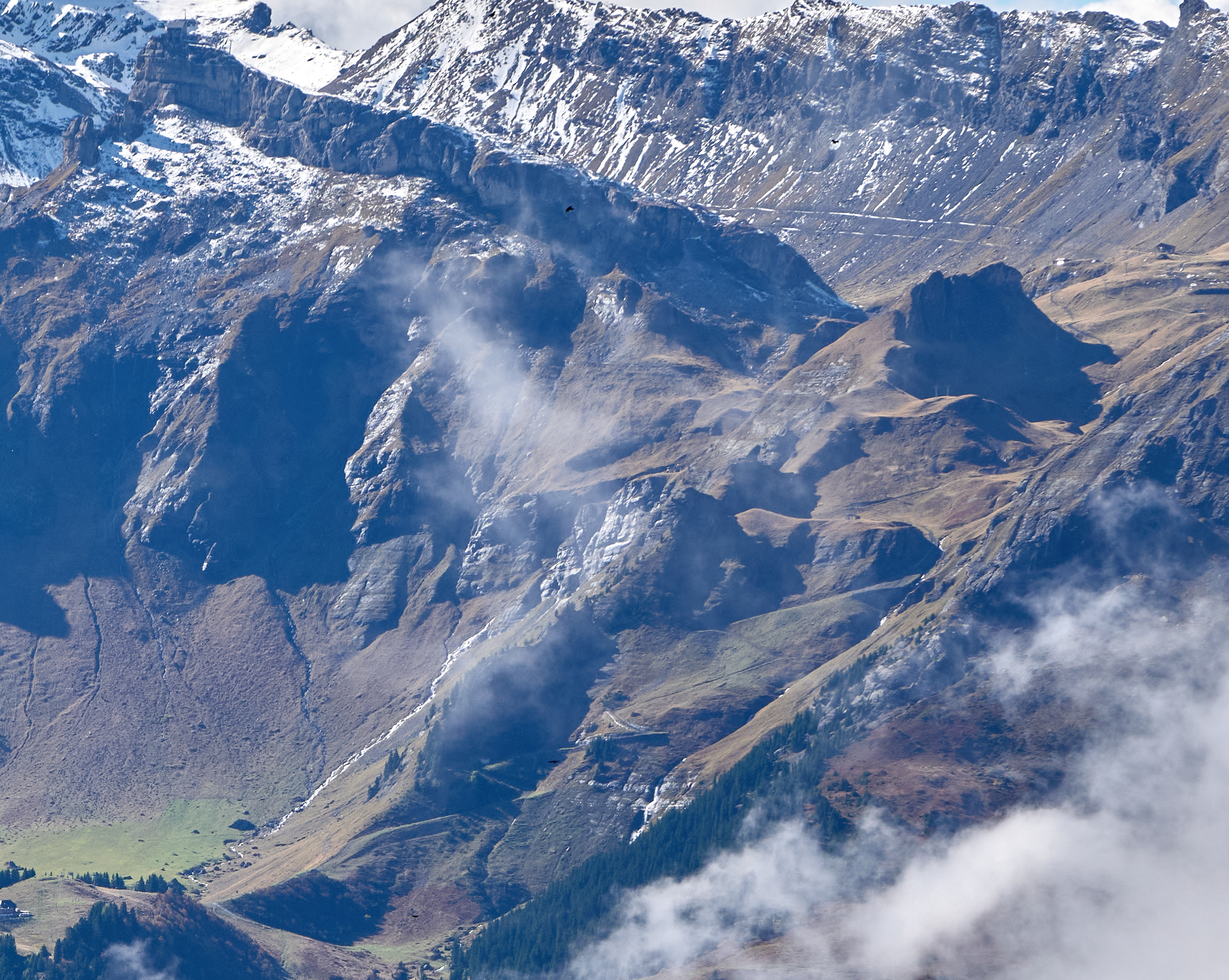
Muttlerenhoren vor dem Engital, Obri Engi (Kanonenrohr) am Ägertenbach-Wasserfall (mit Wasser im Oktober)

Die 14,9 km lange Strecke kann auch ausserhalb des Rennens befahren werden. Der Start liegt unterhalb des Kleinen Schilthorns. Von hier geht es durch das Engetal zur Schilthornhütte. Es folgt ein langgezogenes S bis unterhalb der Muttlerenhoren. Als Nächstes muss das Kanonenrohr bewältigt werden. Nach einem weiteren Doppel-S und einer scharfen Rechtskurve wird bei einem Aufstieg im Wald das Trassee des Maulerhubellifts überquert. Die anschliessende leichte Abfahrt führt nach Winteregg und über die Wintereggbrücke zum Forstweg Richtung Lauterbrunnen.
Gute Skifahrer benötigen im Schnitt 20 Minuten für diese topografisch anspruchsvolle Abfahrt. Die Rennsieger bewältigen sie in weniger als 15 Minuten.

## Abfahrtswertungen
Das Teilnehmerfeld ist auf 1850 Fahrer limitiert. Inhaber einer FIS-Lizenz (Fédération Internationale de Ski) sind nicht startberechtigt. Das Rennen wird in sieben Klassen ausgetragen: Damen I, Damen II, Ladies, Hauptklasse, Senioren I, Senioren II und Gentlemen. Alle Klassierten erhalten ein Inferno-Abzeichen mit der Abbildung eines Teufels. Es gilt als Ausweis für geübte Skifahrer, denn wie keine andere Prüfung vereinigt das Inferno alle Variationen der Skitechnik.
Der Sir-Arnold-Lunn-Cup ist die Mannschaftswertung am Inferno-Rennen. Pro Mannschaft zählen die vier schnellsten Zeiten.

## Inferno-Super-Kombination
Seit 1984 gibt es zusätzlich eine Kombination, bestehend aus einem Langlauf, einem Riesenslalom und der Abfahrt an drei verschiedenen Tagen. Beim Nachtlanglauf in einer präparierten Langlaufspur im Dorf Mürren gilt es fünf Kilometer zurückzulegen. Der Riesenslalom wird in Mürren, Winteregg oder Birg Engetal ausgetragen.

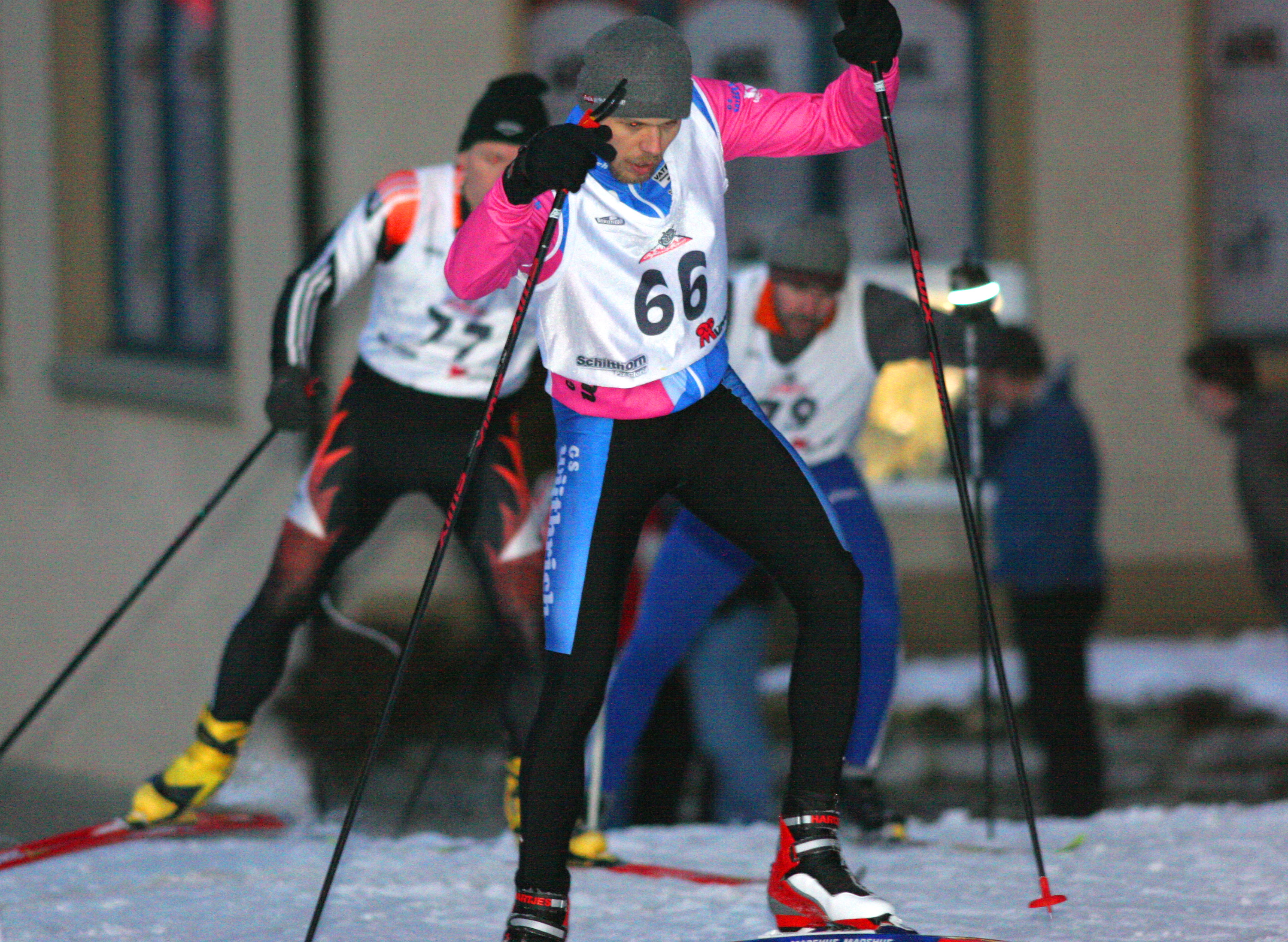
Nachtlanglauf in Mürren
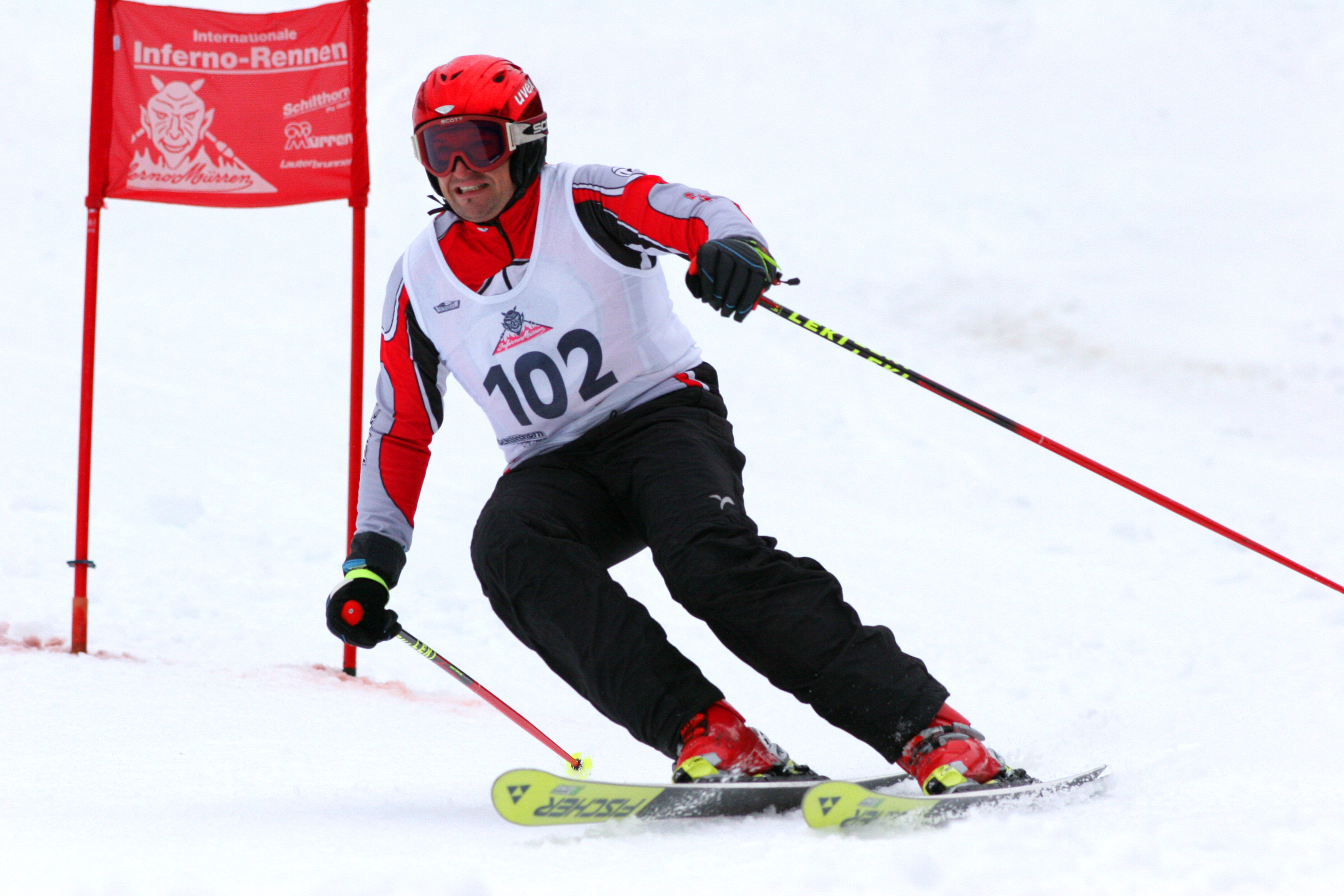
Riesenslalom
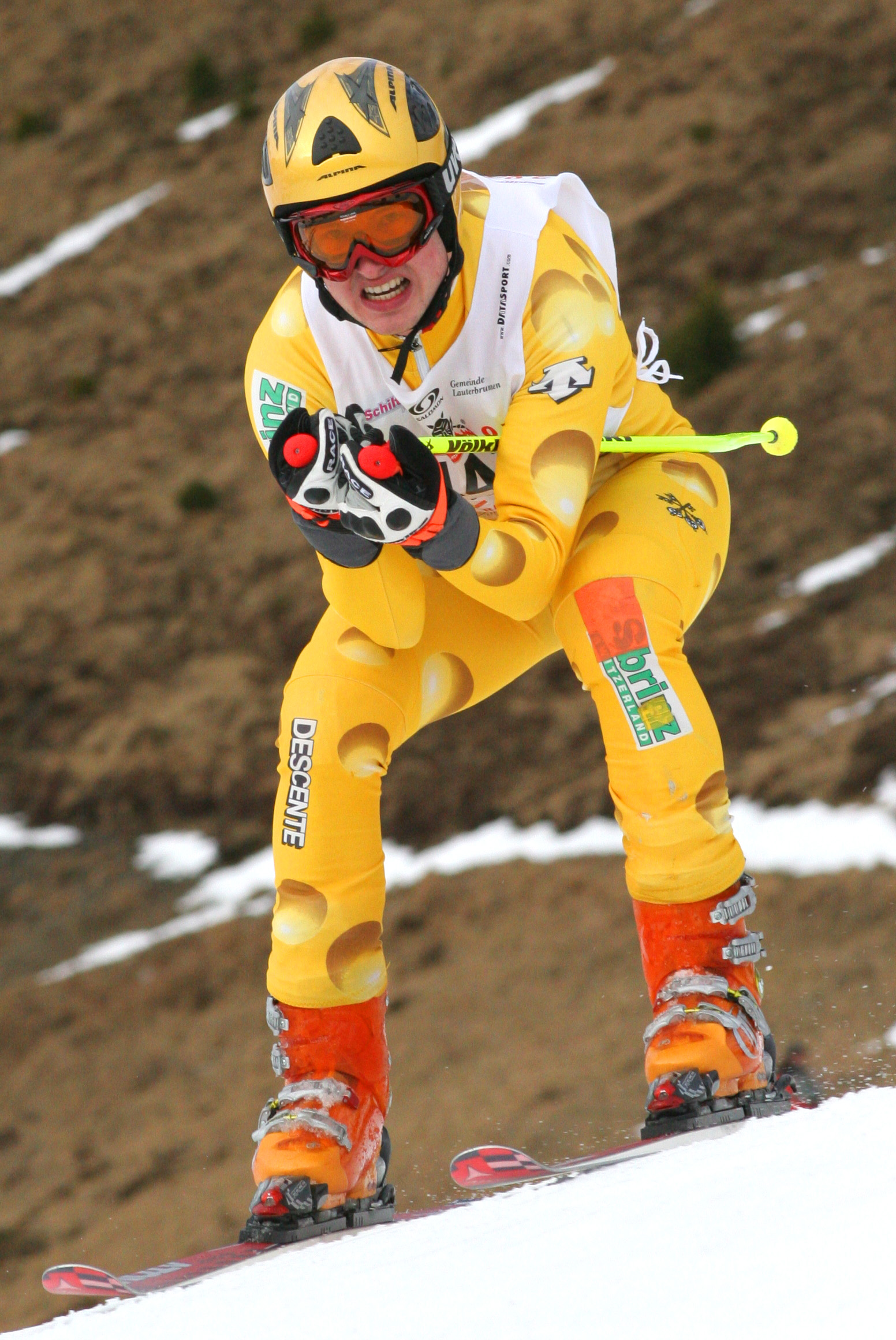
Abfahrt